# Ambovombe-Androy
Ambovombe-Androy o también Ambovombe, es una división administrativa de la Provincia de Toliara en Madagascar. En 2010 se le calcula una población de 72.413 habitantes. La comuna urbana está cerca de la costa sur
25°11′00″S 46°05′00″E / -25.18333, 46.08333.
La ciudad está conectada por la carretera nacional RN 13 con Tôlanaro hacia el este. La  RN 13 también conduce al norte de Ihosy y la RN 10 va hacia el norte al este a Toliara, Pero estos caminos están en malas condiciones.